# Constantino Llaca
Félix Constantino Antonio Llaca Nieto (Cadereyta de Montes, Querétaro, 12 de julio de 1880-Ciudad de México, 1 de marzo de 1963) fue un abogado y militar que participó en la Revolución Mexicana. Es conocido por liderar, dirigir, asumir el cargo de Gobernador del Estado de Querétaro de 1925 a 1927.

## Reseña biográfica
Llaca nació en Cadereyta de Montes, Querétaro.el 12 de julio de 1880; aunque hay otras fuentes dicen nació en 1881. o 1879, siendo sus padres José Llaca Franco y Pánfila Clotilde Nieto Mejía. Fue bautizado el 17 de julio de 1880 en la Parroquia de San Pedro y San Pablo en la misma población antes mencionada. En 1890 su familia compra La Casona del Quinto donde pasa parte de su infancia. Siendo aún joven era agricultor. Estudió en el Colegio Civil de Querétaro, recibiéndose de abogado en 1909. Se quiso apoderar de la parte Norte de Querétaro con Julián Malo Juvera así participó en la Revolución Mexicana. Asumió el gobierno del estado bajo el auge de la guerra Cristera

#### Gobernador
El licenciado Constantino Llaca Nieto fue declarado gobernador constitucional electo, pese a haber sido derrotado en las elecciones por el doctor José Siurob y gracias a las presiones que sobre la Legislatura local ejerció el presidente Calles a través de la Secretaría de Gobernación.

#### Renuncia
Siendo Secretario de Gobierno, Fernando Díaz Ramírez fue nombrado gobernador en 1927, muy joven abogado de 22 años; durante un encuentro de los araujistas y anayistas en el Palacio De Gobierno se dirigió a la Ciudad de México con el gobernador, Constantino Llaca. Pero este último se negó a regresar a Querétaro, y le dejó el mando de ese estado, del 27 de agosto al 1 de octubre de 1927. Únicamente era entregar el gobierno a Abraham Araujo. Vivió el resto de su vida allí ejerciendo su profesión; hasta finalmente fallecer en Hospital Central Militar, el 1 de marzo de 1963.

## Legado
Su familia y descendencia habita en los alrededores y en la entidad en que gobernó.
El 11 de marzo de 2023 el municipio de Cadereyta de Montes nombró a un centro cultural con su nombre.